# Station Masseret
Station Masseret is een spoorweghalte in de Franse gemeente Masseret.